# Germain Pichault de La Martinière
Germain Pichault de La Martinière (parfois la Martinière ou Lamartinière), né à Argenton-l'Église le 27 septembre 1697 et mort le 17 octobre 1783 au château de La Martinière à Bièvres, est un chirurgien et conseiller d'État français au service des rois Louis XV puis Louis XVI. Il crée les écoles de chirurgie en France.

## Biographie

### Chirurgien militaire

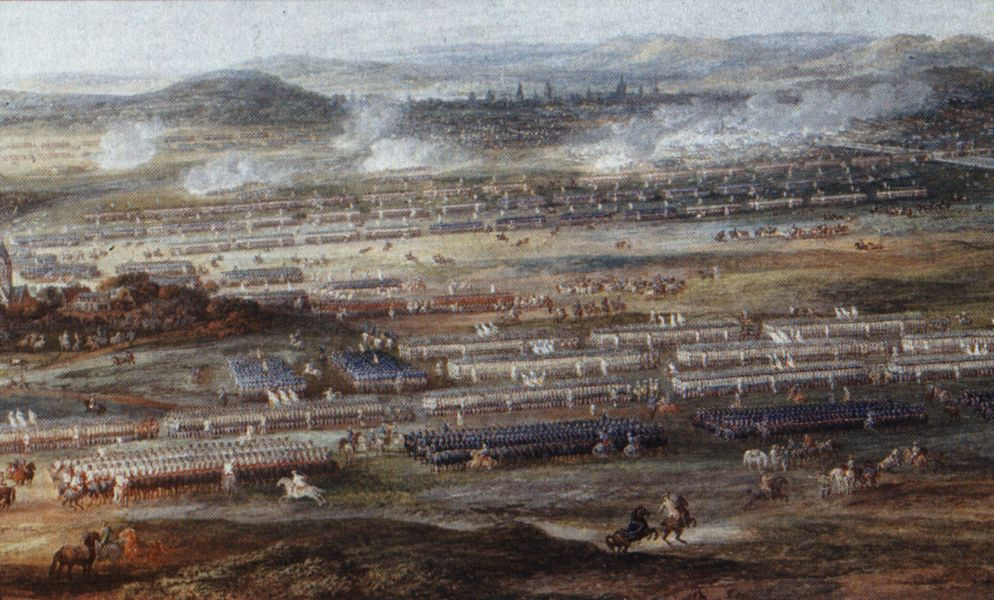
Bataille de Rocourt, 1746,
tableau contemporain.

Né dans les Deux-Sèvres dans une famille de chirurgiens, Germain Pichault suit les traces familiales. Il arrive à Paris à l'âge de 23 ans où il est agrégé au collège de Saint-Cosme en 1728, obtenant une place de chirurgien du roi servant par quartier. Ayant par ailleurs reçu le titre de maître en chirurgie, La Martinière est pourtant attaché aux armées royales à sa demande, tout d'abord comme aide-major. Il fait ainsi la campagne d'Italie du maréchal de Villars en 1733, puis participe l'année suivante au siège de Philippsburg lors de la campagne du Rhin de la guerre de Succession de Pologne. 
En 1740, Germain Pichault se marie avec Marie-Anne Nepicier. La même année, la guerre de Succession d'Autriche éclate, qui durera jusqu'en 1748. En 1741, promu au grade de chirurgien-major, il se distingue par son ardeur et l'efficacité de ses soins lors du siège de Prague puis de la retraite de 1742, lors de la campagne de Bohême du maréchal de Belle-Isle. À son retour, il est nommé chirurgien-chef des Gardes-Françaises et c'est à ce poste qu'il suit Louis XV dans la campagne de Flandres et se rend grandement utile pendant le siège de Fribourg, puis, pendant une seconde campagne en 1746, lors des sièges de Mons et Namur ou encore durant la bataille de Rocourt. C'est en 1747, à Bruxelles, à l'issue de cette campagne que Louis XV nomme Pichault de La Martinière premier chirurgien, à la succession de François de la Peyronie, décédé en avril. Les hostilités cessent avec le traité d'Aix-la-Chapelle.

### Premier chirurgien du Roi
Germain Pichault de La Martinière devient le chirurgien personnel du roi Louis XV qui l'honore de « sa plus intime amitié » jusqu'à sa mort, fonction qu'il conservera auprès de son successeur. Sa nomination à cette nouvelle charge est assortie de la jouissance d'une étonnante prérogative : « tous maîtres, chirurgiens, barbiers, perruquiers et autres, qui exercent quelque partie de la chirurgie et de la barberie dans le royaume, lui payeront 21 sols et 3 deniers pour une fois seulement ».
Il poursuit l'entreprise réformatrice  de Lapeyronie, qui, avec l'appui du vieux chirurgien de Louis XIV, Georges Mareschal, avait initié la création d'une Académie royale de chirurgie dès 1731. La Martinière n'aura de cesse à sa suite d'œuvrer à l'émancipation de la chirurgie et d'arracher l'indépendance de celle-ci vis-à-vis de la faculté de médecine de Paris, en en faisant une discipline autonome, tâchant de réduire au silence les querelles inter-disciplinaires. En effet, depuis 1716, une âpre fronde des chirurgiens, qui n'étaient pas autorisés à traiter les maladies sans présence des médecins, les opposait à ces derniers, représentés par la Faculté.

### Émancipation de la chirurgie
Cette lutte se traduira par une confrontation entre de La Martinière et François Chicoyneau, premier médecin du roi et chancelier de la Faculté, qui se soldera par un décret du conseil d'État cessant, de fait, la sujétion d'un corps à l'autre en 1750. Un décret royal de 1770 effacera définitivement cette sujétion séculaire des chirurgiens en faisant prêter serment au premier chirurgien en les mains du roi à la place d'en celles du premier médecin. 
Les statuts de l'Académie de chirurgie seront promulgués en 1748 et La Martinière en prendra la direction pendant près de trente-sept années. Ainsi, soucieux d’améliorer la formation des chirurgiens et des médecins, il obtient du roi l'édification d'un bâtiment assez spacieux pour contenir l'Académie, le Collège  et la Bibliothèque de chirurgie, en remplacement du trop exigu amphithéâtre d'anatomie de Saint-Cosme, dans le fief originel de la communauté des chirurgiens de Paris. La construction de l'ouvrage sera confiée à Jacques Gondouin en 1769 et achevé en 1774. La Martinière fait par ailleurs établir des écoles de chirurgie dans les principales villes de province et fonde à Paris l'École pratique de chirurgie où les élèves peuvent s'exercer à disséquer et à répéter les opérations sur des cadavres.
En 1757, il obtient, avec François Desport, chirurgien en chef de l'armée de Westphalie, que les chirurgiens militaires soient dotés d'un uniforme particulier reconnaissable par tous pour les protéger tant des soldats ennemis qu'alliés.

### La mort de Louis XV

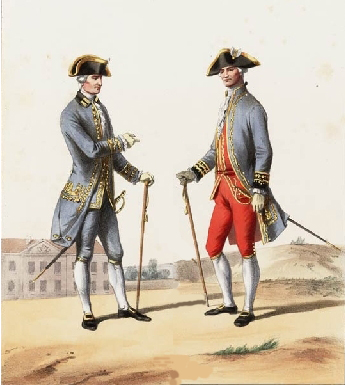
Médecin et chirurgien inspecteurs des armées, 1786.

En 1771, le souverain nomme son premier chirurgien conseiller d'État. Louis XVIII rapporte dans ses Mémoires que Louis XV « était comme un enfant docile en présence du chirurgien investi de toute sa confiance » et décrit de quelle manière « il n'y avait pas à transiger avec sa volonté » en parlant de sa « franchise brutale ». En avril 1774, La Martinière fait conduire le roi, malade, de Trianon à Versailles, contre l'avis du médecin de Madame Du Barry, qui affirmait que la maladie du roi « ne serait rien ». 
En fait, le souverain est atteint des premiers symptômes de la petite vérole, qui l'emportera. Peu après, La Martinière est le seul des médecins du roi qui ose diagnostiquer ouvertement la présence de la maladie et dire « qu'il regardait le roi comme perdu », avis auquel finiront par se ranger les autres médecins. Cet épisode et ses enjeux sont racontés, romancés, par Alexandre Dumas dans l'épilogue de son roman Joseph Balsamo.

### Dernières années

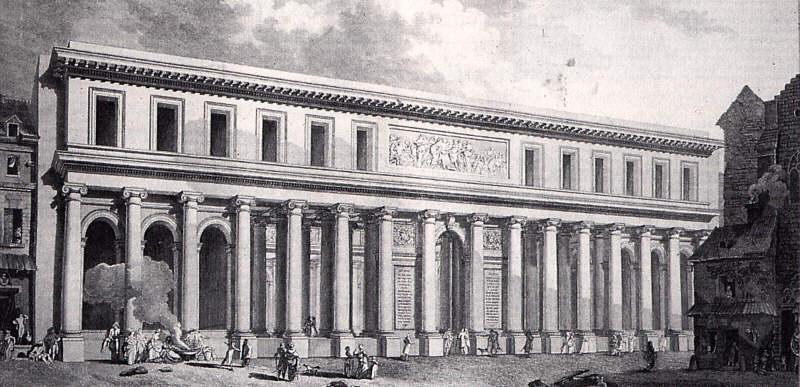
École de chirurgie au XVIIIe siècle.

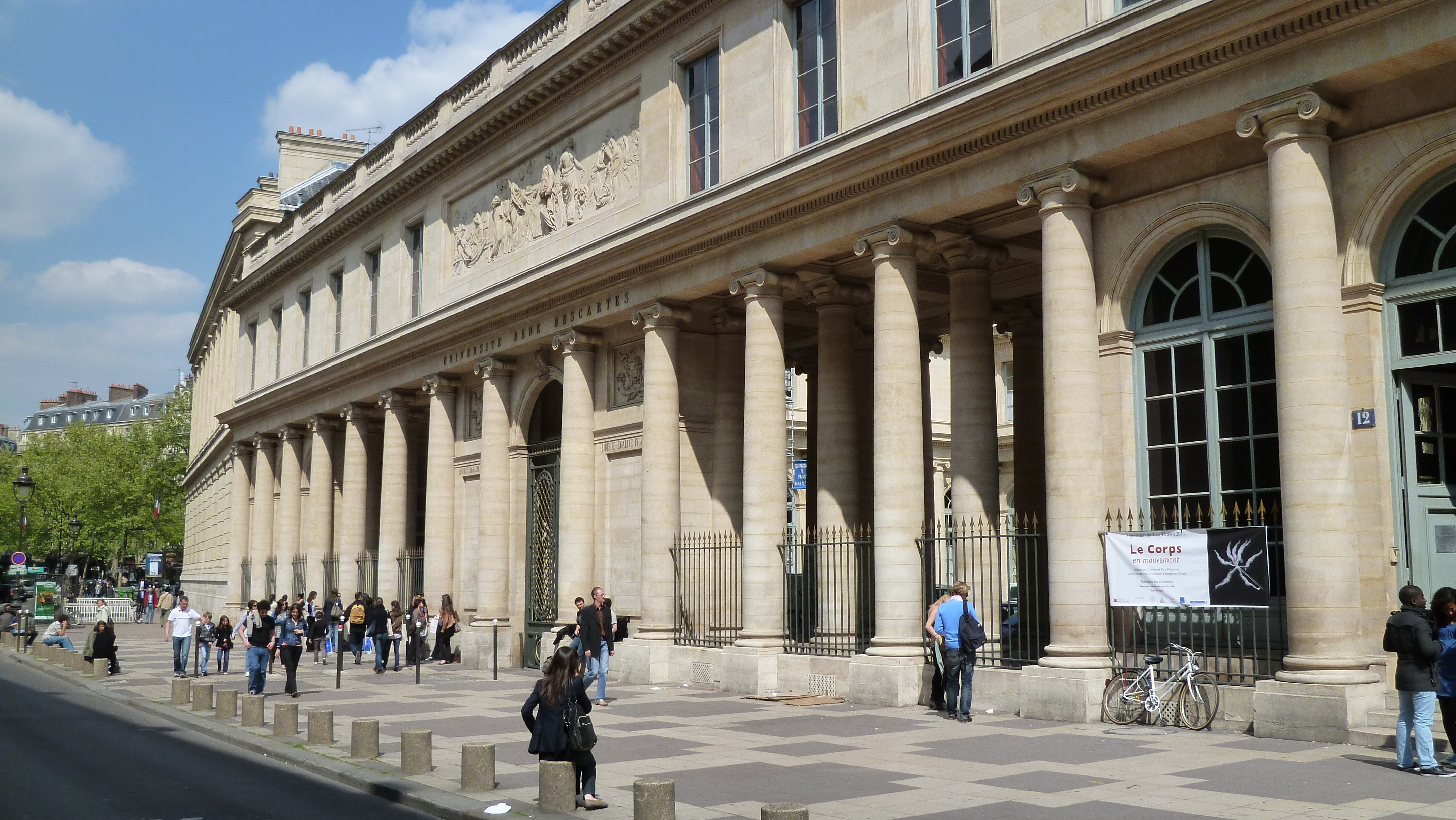
Les bâtiments de l'École de chirurgie sont aujourd'hui le siège de l'université Paris Descartes.

Il conserve sa charge de premier chirurgien auprès de Louis XVI, qui l'apprécie autant que son prédécesseur. Consacrant l'essentiel de son temps à l'organisation et la modernisation de la chirurgie et de la médecine françaises, Pichault de La Martinière ne laissera pas de travaux scientifiques, à l'exception d'un petit Mémoire sur le traitement des plaies d'armes à feu, ni d'ouvrages, hormis des Mémoires présentés au Roi par le sieur Pichaut de la Martinière son premier Chirurgien. Il se fera par ailleurs le protecteur de l'anatomiste Pierre-Joseph Desault
Germain Pichault de La Martinière meurt le 17 octobre 1783 dans sa résidence de campagne de Bièvres, où il est inhumé simplement, laissant de quoi fonder deux chaires de professeurs appointés à l'école pratique et 10 lits dans l'hôpital pour « maladies chirurgicales peu communes » qu'il avait créé à l'école de chirurgie.